# Ranst
Ranst ist eine belgische Gemeinde in der Region Flandern mit 19.776 Einwohnern (Stand 1. Januar 2024). Sie befindet sich am östlichen Rand des Großraums Antwerpen südlich des Albertkanals und besteht neben dem Hauptort aus den Ortsteilen Broechem, Emblem und Oelegem.
Das Stadtzentrum von Antwerpen liegt etwa zwölf Kilometer westlich und Brüssel 40 Kilometer südlich. Die nächsten Autobahnabfahrten sind Ranst und Massenhoven an den belgischen Autobahnen A21/E 34 und A13/E 313. In Lier, Boechout und Mortsel befinden sich die nächsten Regionalbahnhöfe und in Antwerpen halten auch überregionale Schnellzüge. Der Flughafen Antwerpen ist der nächste Regionalflughafen und Brüssel National nahe der Hauptstadt ist ein internationaler Flughafen.

## Städtepartnerschaften
- Herbstein, Deutschland (seit 1968)

## Söhne und Töchter der Stadt
- Herman Van Springel (1943–2022), Radrennfahrer
- André De Wolf (* 1952), Radrennfahrer
- Jurgen Cavens (* 1978), Fußballspieler
- Eddy Smets (* 1943), Sänger